# سانتا مارتا (بطليوس)
بلدية سانتا مارتا (بالإسبانية: Santa Marta)‏, هي إحدى بلديات مقاطعة بطليوس, التي تقع في منطقة إكستريمادورا, والتي تقع في غرب إسبانيا.
يبلغ عدد سكانها 4.157 نسمة وفقاً لإحصائية سنة (2002).